# Tomoplagia reticulata
Tomoplagia reticulata är en tvåvingeart som beskrevs av Abreu, Prado, Norrbom och Solfrerini 2005. Tomoplagia reticulata ingår i släktet Tomoplagia och familjen borrflugor. Inga underarter finns listade i Catalogue of Life.